# Mexiko na Letních olympijských hrách 1968
Mexiko se účastnilo Letní olympiády 1968 v Mexiku. Zastupovalo ho 275 sportovců (233 mužů a 42 žen) ve 20 sportech.

## Medailisté
| Medaile | Jméno                | Sport         | Soutěž                     |
| ------- | -------------------- | ------------- | -------------------------- |
| Zlato   | Ricardo Delgado      | Box           | Muži váha muší do 51 kg    |
| Zlato   | Antonio Roldán       | Box           | Muži pérová váha do 57 kg  |
| Zlato   | Felipe Muñoz         | Plavání       | Muži 200 m prsa            |
| Stříbro | José Pedraza         | Atletika      | Muži chůze na 20 km        |
| Stříbro | Alvaro Gaxiola       | Skoky do vody | Muži věž 10 m              |
| Stříbro | Pilar Roldánová      | Šerm          | Fleret - jednotlivci       |
| Bronz   | Agustín Zaragoza     | Box           | Muži váha střední do 75 kg |
| Bronz   | Joaquín Rocha        | Box           | Muži váha těžká do 81 kg   |
| Bronz   | Maria Teresa Ramírez | Plavání       | Ženy 800 m volný způsob    |